# 切薩諾河

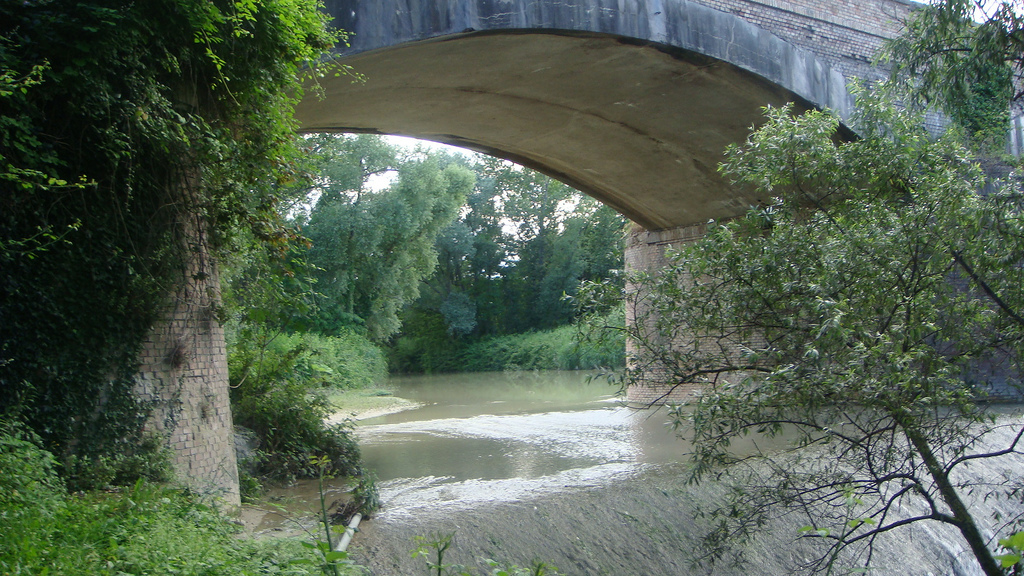

切薩諾河是意大利的河流，位於馬爾凱，河道全長62公里，發源自卡特里亞山，流經卡斯特莱奥内-迪苏阿萨，最終在塞尼加利亞附近注入亞得里亞海。

## 外部連結
- Cesano Valley official website （页面存档备份，存于） （意大利文） （英文）

43°42′47″N 13°13′06″E / 43.71306°N 13.21833°E